# 愛立信
愛立信集團（瑞典語：Telefonaktiebolaget L. M. Ericsson，發音：[ˈêːrɪkˌsɔn] ⓘ），是瑞典電信設備製造商，總部坐落於瑞典斯德哥爾摩西北部的希斯塔科學城。
愛立信最初是一家修理電報儀器的店舖，由拉爾斯·芒努斯·埃里克松於1876年創立。歷經數十年的發展，到了20世紀70年代，愛立信已成為國際電信產業的重要企業，於1977年安装了世界上首台數位電話交換機（AXE）。進入1990年代後，愛立信專注於行動電信設備及手機產品的研發和生產，在2G（GSM），3G（WCDMA等）和4G（LTE及LTE Advanced／LTE-A）行動電信系統和設備方面擁有大量的主導性專利，並於1994年首創短距離無線通訊的藍牙技術，是目前全球行動電信設備的第一大供應商。其總部所在地希斯塔也因此得名「無線谷（Wireless Valley）」。
在90年代中後期，愛立信在全球GSM手機市場的市占率高達第三位，華人地區的行銷上採用劉德華、金城武為其代言也帶來極大成功。但2000年之後，因行銷策略錯誤導致巨額虧損。2001年，集團的手機部門分割，與日本索尼合組「索尼愛立信行動通訊」，強調行動技術娛樂化，以索尼母公司的資源，讓索尼愛立信得以借助橫向資源整合，讓用戶重新信賴索尼愛立信的品牌。2012年，愛立信集團將其持有的索尼愛立信股權全數售予索尼。2012年的市場佔有率為38%，為全球首位。目前，愛立信只專注提供無線網路及行動電信設備。
集團現任執行長是鮑毅康（Börje Ekholm）。愛立信的電信設備和業務營運目前覆蓋全球多餘180個國家和地區，除瑞典外在台灣，美國，英國，德國，愛爾蘭，芬蘭，義大利，匈牙利，加拿大，巴西，印度及中國、香港和等地設有子公司，2012年在全球範圍有近13萬員工。
愛立信集團在台灣子公司的中文名稱原為「台灣易利信」，香港譯作「愛立信」，中國大陸亦稱為「愛立信」。2011年起與大中華區統一中文名稱，改為「台灣愛立信」，公司設於新北市板橋區的台北遠東通訊園區（T-Park），總經理為周大企（David Chou）。

## 歷史
拉尔斯·芒努斯·埃里克松的電報機器維修店最初設於斯德哥爾摩的中部。1878年，當地的進口商委託埃里克松調校一些貝爾公司製造的電話，為此他受到啟發，從西門子買來一些電話，研究其構造（之前他曾在西門子學習）。1878年底，埃里克松成功地製造出了自己的電話。

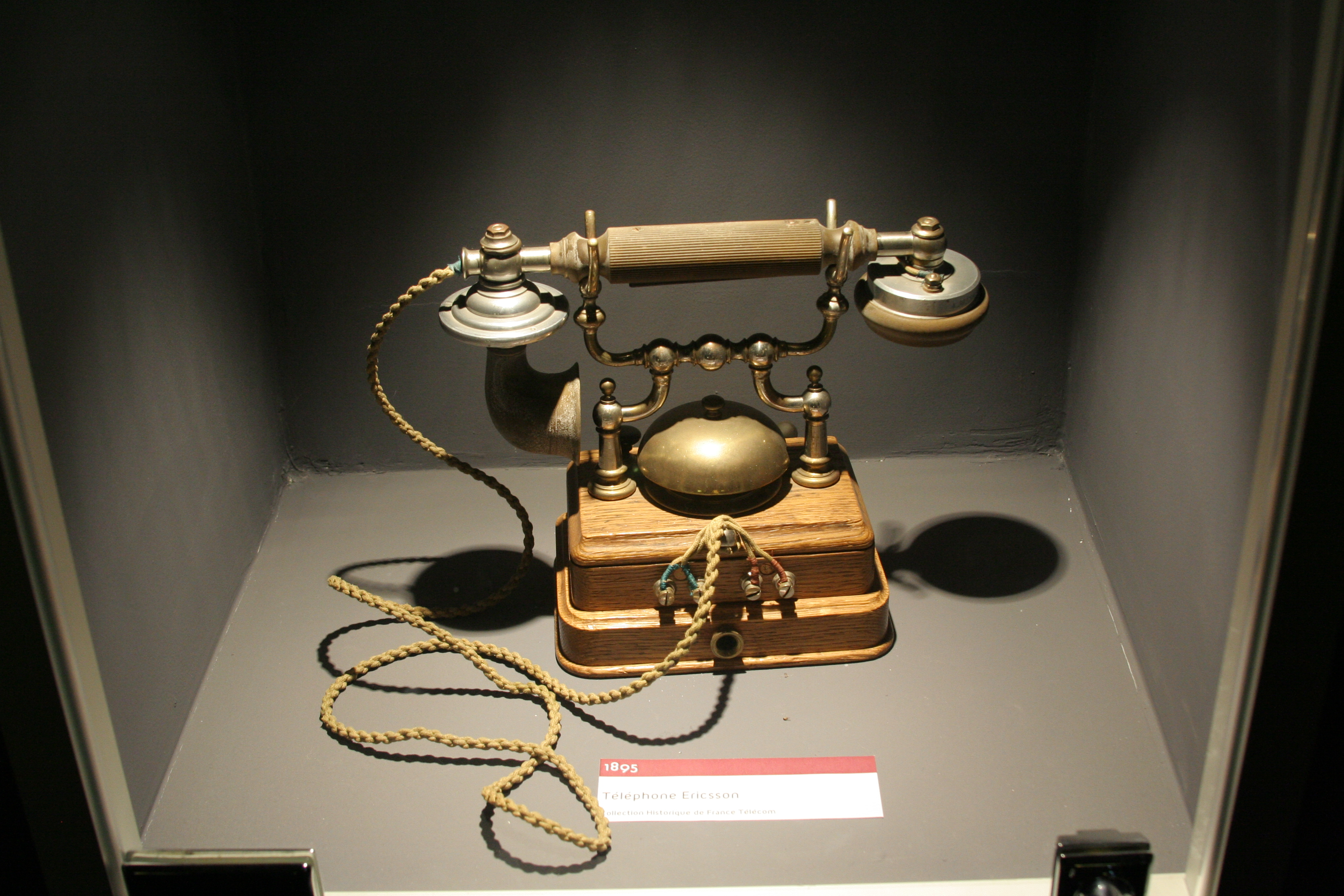
1895年ERICSSON为法国电信生产的电话

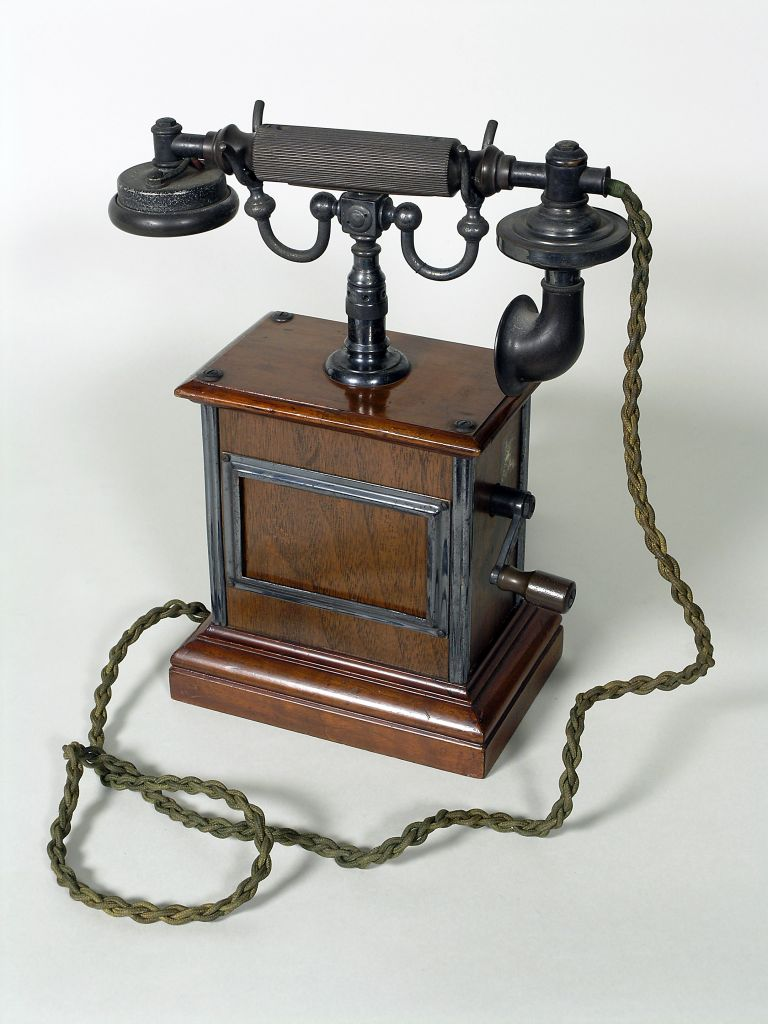
在英格兰制造的木质电话

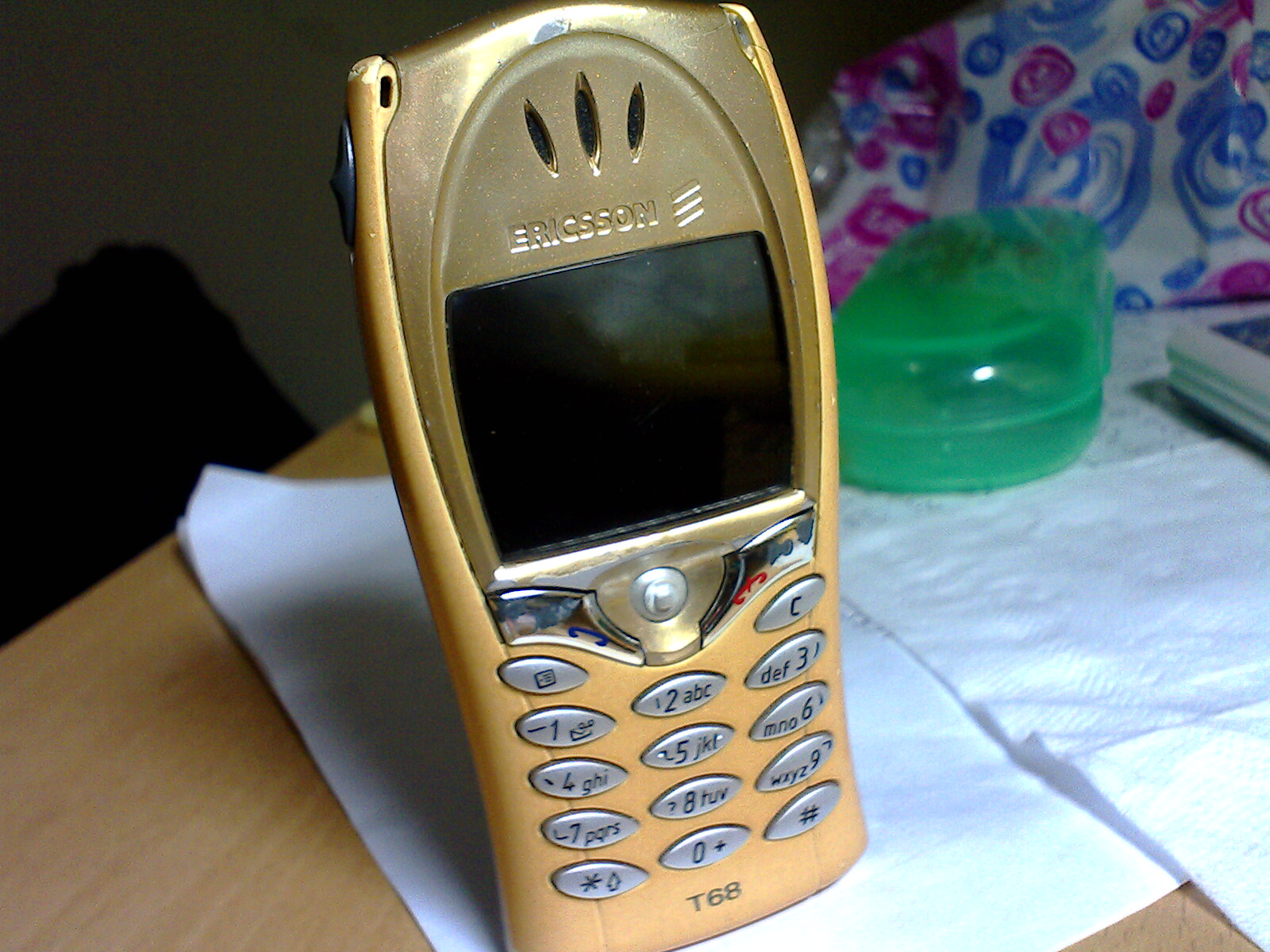
ERICSSON T68手機

適逢電話網絡在斯德哥爾摩迅速發展，埃里克松把公司的主要業務轉為生產電話。由於當時貝爾公司已買下了城中最大的電話網絡，該網絡只容許使用貝爾出產的電話，埃里克松唯有把電話賣給瑞典市郊的電話公司及其它北歐國家。
鑒於貝爾的設備和服務太過昂貴，1883年，Henrik Tore Cedergren決定開辦獨立的電話公司Stockholms Allmänna Telefonaktiebolag，由愛立信提供電話設備。1918年，兩間公司合併為Allmänna Telefonaktiebolaget LM Ericsson 集團公司。
1884年，爱立信抄襲了Western Electric公司的設計，推出多交換台手動電話交換機。虽然該設備已經在1879年於美國取得專利權，卻沒有在瑞典申請專利，因此愛立信的“參考”沒有違法。
19世紀90年代以後，愛立信的國際業務取得重大進展。1892年與中國簽訂了第一個供货合約。1893年，愛立信電話機的產量首次超過10,000台。20世紀初，爱立信在手動式電話交換機的市場一直佔領先地位，卻較遲推出自動化的交換機。歷史上世界最大的能接駁60,000條電話線的交換機，是由愛立信於1916年在莫斯科安裝的。
1950年，愛立信的電話交換機承载了人类歷史上首次國際長途呼叫，並於1977年安装了首台AXE數字電話交換機，至1991年愛立信在全球11个國家安裝的AXE線路突破了1.05億條，為3,400萬用户提供服務。至此，愛立信集團公司已經成為國際電信行業的重要企業。
1990年代後，愛立信集團著重於無線網絡和移动電信系统及設備的發展和生產，積極参与制定并推动3G和4G标准。2000年愛立信成為全球最大的3G移动電信系統供應商，2009年和美國移动電信營運商Verizon携手實現了4G網絡上的首次數據呼叫，並於同年在瑞典斯德哥爾摩啓用全球首個LTE4G網。2010年，愛立信成功演示了84Mbps傳輸速率的HSPA技術，創造了新的世界紀錄。

## 旗下合資公司
1987年12月3日，瑞典易利信與台灣東元企業合資於新竹科學園區成立東瑞科技股份有限公司，1990年更名為臺灣易利信股份有限公司，2011年7月5日更名為台灣愛立信股份有限公司。
2001年，愛立信集團的手機業務分離，與日本索尼各出資一半合組「索尼愛立信移动通信」，由瑞典企業家 Bert Nordberg 出任董事長。2012年，愛立信集團將持有的索尼愛立信股權全數售予索尼，公司因此改名索尼移动通信，注册辦事處在瑞典的隆德市。
2009年2月，愛立信集團與意法半導體集團，以50/50的合資方式成立了「ST-Ericsson」。此為一無廠半導體晶片設計公司，主要從事包含LTE晶片設計，研發，及產品組裝與測試等相關業務。2013年8月，愛立信與意法半導體共同對外宣佈終止該合資公司。愛立信接收 LTE 多模超薄解調器(LTE multimode thin modem)產品的設計、開發和銷售業務，以及約1,800名正職員工和約聘人員。意法半導體則接管除LTE多模解調器以外的其它產品和業務，及相關的封装測試廠。總計约1,000名員工。
2010年6月，愛立信集團收購了北电网络（Nortel）的股份與韓國的LG集團合資成立「Ericsson－LG聯合公司」（Ericsson-LG），共同開發LTE-A和後LTE-A技術，包括各類數據傳輸和节點及小區間的協調和抗干扰技術，以提高數據吞吐量，擴大小區的覆盖度，和改善數據質量和速度等，以及數據与語音網絡的解决方案。目前愛立信集團在該公司佔75％股份。2013年7月，Ericsson-LG宣布已為韩国無線營運商LG U+部署了超高速的LTE-A商用4G網絡。
2013年9月，愛立信宣佈已完成了對微軟集團Mediaroom之IPTV業務的收購。此為愛立信的一个戰略性舉措，期望得益於技術創新，成為IPTV和多屏解决方案的領先供應商，以滿足電視客户快速增長的需求，持續推動整個產業。
時隔七年，愛立信於2020年9月宣布完成對Cradlepoint的收購，以增強其於企業4G及5G網路及物聯網的部署。

## 外部連結
- 爱立信 （页面存档备份，存于）